# Strada statale 723 Tangenziale Ovest di Ferrara
La strada statale 723 Tangenziale Ovest di Ferrara (SS 723), già strada statale 723 di Ferrara (SS 723) e ancora prima nuova strada ANAS 64 di Ferrara (NSA 64), è una strada statale italiana che si sviluppa nel territorio comunale di Ferrara. Si sviluppa dall'intersezione a rotatoria con la SP 19 allo svincolo a rotatoria con via Ferraresi, attraversando la zona ad ovest della città.

## Percorso
La strada ha origine da una rotatoria posta sulla SP 19 Bondeno-Ferrara poco prima del suo innesto sulla ex strada statale 496 Virgiliana. La strada prosegue in direzione ovest, presentando uno svincolo per l'area industriale della città ed innestandosi con una rotatoria sulla stessa ex SS 469 e prosegue in rettilineo per circa 3 km sino allo svincolo a rotatoria sua via Ferraresi. Dalla stessa rotatoria l'arteria prosegue in direzione sud, verso il Raccordo autostradale Ferrara-Porto Garibaldi e l'Autostrada A13 per circa 4 km, innestandosi su quest'ultima con uno svincolo. Lungo il tracciato l'arteria scavalca la Suzzara-Ferrara e la Bologna-Padova. Oltre agli innesti a rotatoria sono presenti due svincoli: uno in corrispondenza della zona fiera e uno in corrispondenza del casello di Ferrara Sud dell'A13.
La funzione dell'arteria è quella di veicolare il traffico proveniente da parte della provincia ferrarese verso l'area industriale occidentale della città e verso il casello autostradale di Ferrara Nord dell'A13 Bologna-Padova evitando la viabilità urbana.
La prima parte del tracciato, tra la rotonda con la SP 19 e la ex SS 469 è stato inaugurato negli anni novanta. La seconda parte dall'intersezione con la ex SS 469 a quella con la SS 723 dir è stata inaugurata il 18 dicembre 2014 mentre la terza ed ultima parte è stata aperta al traffico il 21 marzo 2016.
La strada venne provvisoriamente denominata nuova strada ANAS 64 di Ferrara (NSA 64) fino alla classificazione come strada statale 723 di Ferrara nel 2012 col seguente itinerario: "Innesto con la rotatoria con S.P. n. 19 e Via Michelini - Rotatoria di Via Wagner con la S.S. n. 723 dir".
Nel 2014 è avvenuta il cambio di denominazione attuale, mentre con il completamento dell'arteria del 2016 l'itinerario è diventato: "Innesto con la rotatoria con S.P. n. 19 e Via Michelini - Rotatoria di Via Wagner con la S.S. n. 723 dir - Innesto con la complanare Sud dello svincolo con R.A. Ferrara - Porto Garibaldi".

### Tabella percorso
| Tangenziale Ovest di Ferrara |                                                                                 |      |           |
| Tipo                         | Indicazione                                                                     | km   | Provincia |
|                              | Bondeno-Ferrara Ferrara - Bologna-Padova                                        | 0    | FE        |
|                              | Zona industriale                                                                | 0,6  | FE        |
|                              | ex Virgiliana Ferrara - Cento                                                   | 1,4  | FE        |
|                              | diramazione Bologna-Padova - Ferrara-Porto Garibaldi, via Ferraresi (SS723 dir) | 3,80 | FE        |
|                              | Fiera di Ferrara, Ospedale di riabilitazione San Giorgio                        | 5,45 | FE        |
|                              | Bologna-Padova - Ferrara-Porto Garibaldi                                        | 8,00 |           |

## Strada statale 723 dir Tangenziale Ovest di Ferrara
La strada statale 723 dir Tangenziale Ovest di Ferrara (SS 723 dir) è una strada statale italiana di breve lunghezza, parte integrante del sistema tangenziale di Ferrara.
La strada ha origine come naturale proseguimento della SS 723 dalla rotonda in cui terminava prima del prolungamento verso sud. La strada mediante viadotto supera la ferrovia Padova-Bologna e via Ferraresi, innestandosi direttamente su viale Beethoven.
La strada è stata inaugurata contestualmente all'ultima porzione della SS 723 il 18 dicembre 2014, mentre la denominazione ufficiale è del 2015 col seguente itinerario: "Svincolo di Via Ferraresi con Via Beethoven - Rotatoria di Via Wagner con la S.S. n. 723".